# Майами-тауэр
Майами-Тауэр (англ. Miami Tower) — 47-этажный небоскрёб в городе Майами, штат Флорида, США. Он расположен в деловом центре города. На 2014 год это восьмое по высоте здание в Майами и Флориде. Три яруса башни позволяют иметь несколько цветовых схем в честь определённых праздников и событий.

## История
Построенное в 1987 году 47-этажное 191-метровое здание попало сразу в десятку самых высоких небоскребов Майами. Большую известность башне принесла ночная подсветка, которая имеет много цветовых вариаций. Комплекс состоит из двух зданий: 10 этажного гаража, находящихся в собственности города, и 37 этажное офисное здание.
Предварительное планирование башни началось в феврале 1980 года. Строительство гаража начали в ноябре. Гараж был завершен в феврале 1983 года, а строительство башни началось годом позже. В августе 1985 года загорелся 9 этаж парковки, и строительство башни пришлось отложить на несколько недель.